# الغواصة الألمانية يو-317
غواصة يو-317 غواصة يو ألمانية من الفئة السابعة سي/41 بنيت لسلاح بحرية ألمانيا النازية كريغسمارينه، في أحواض فليندر فيرك خلال الحرب العالمية الثانية.